# Timbiriche 25
T25 es un álbum de estudio del grupo musical de pop mexicano Timbiriche, lanzado el 17 de julio de 2007.
Para celebrar el 25 aniversario de la creación de Timbiriche, se reunieron SEIS de los integrantes originales Alix Bauer, Diego Schoening, Erik Rubín, Mariana Garza, Sasha Sokol y Benny Ibarra PAULINA RUBIO.
Las canciones del álbum son consideradas las más representativas de la carrera del grupo grabadas en nuevas versiones de estudio y con los participantes en esta celebración.

## Lista de canciones
Créditos adaptados de Tidal.

| N.º   | Título                        | Escritor(es)                                                    | Productor(es)                   | Duración |  |
| 1.    | «Con todos menos conmigo»     | Roberto Guido Vitale · Carlos Toro Montoso                      | Aleks Syntek                    | 4:09     |  |
| 2.    | «Tú yo somos uno mismo»       | Marco Antonio Flores · Carboni                                  | Jesper Jakobson                 | 3:58     |  |
| 3.    | «Si no es ahora»              | Fernando Riba · Kiko Campos                                     | Áureo Baqueiro                  | 4:06     |  |
| 4.    | «Mírame (cuestión de tiempo)» | Fernando Riba · Kiko Campos                                     | Armando Ávila                   | 3:27     |  |
| 5.    | «Princesa Tibetana»           | Anahí Van · Guillermo Méndez Guiú                               | Erik Rubín                      | 4:12     |  |
| 6.    | «La vida es mejor cantando»   | Guillermo Méndez Guiú · Pedro Damián                            | Chetes                          | 3:26     |  |
| 7.    | «Mamá»                        | Guillermo Méndez Guiú · Amparo Rubin                            | Vico                            | 3:49     |  |
| 8.    | «Besos de ceniza»             | Fernando Riba · Kiko Cmpos                                      | Erik Rubín                      | 3:23     |  |
| 9.    | «Soy un desastre»             | Carlos Lara · Jesús Monarrez                                    | Jorge "Chiquis" Amaro           | 3:32     |  |
| 10.   | «Corro, vuelo, me acelero»    | Amparo Rubin                                                    | Jay de la Cueva                 | 3:57     |  |
| 11.   | «México 2007»                 | Enzo Feliciati · Fabrizio Foschini · Loris Ceroni · Miguel Bosé | Toy Hernández · Sacha Triujeque | 4:02     |  |
| 12.   | «Hoy tengo que decirte papá»  | Guillermo Méndez Guiú · Pedro Damián                            | Benny Ibarra                    | 3:35     |  |
| 45:36 |                               |                                                                 |                                 |          |  |

## Posicionamiento en listas
| Estados Unidos | US Latin Albums     | 28 |
| Estados Unidos | US Latin Pop Albums | 8  |
| México         | Top 100 (AMPROFON)  | 1  |

| México | Top 100 (AMPROFON) | 5 |